# Basiloterus
Basiloterus — вимерлий рід примітивних китів пізнього еоцену з формації Дразінда, Пакистан і, можливо, також групи Бартон (спочатку Barton Beds) в Англії.
Basiloterus husseini є найближчим відомим родичем базилозавра, але не був таким великим або подовженим. Голотип відомий з часткових посткраніальних останків, включаючи два поперекові хребці.